# Foreign Policy Initiative

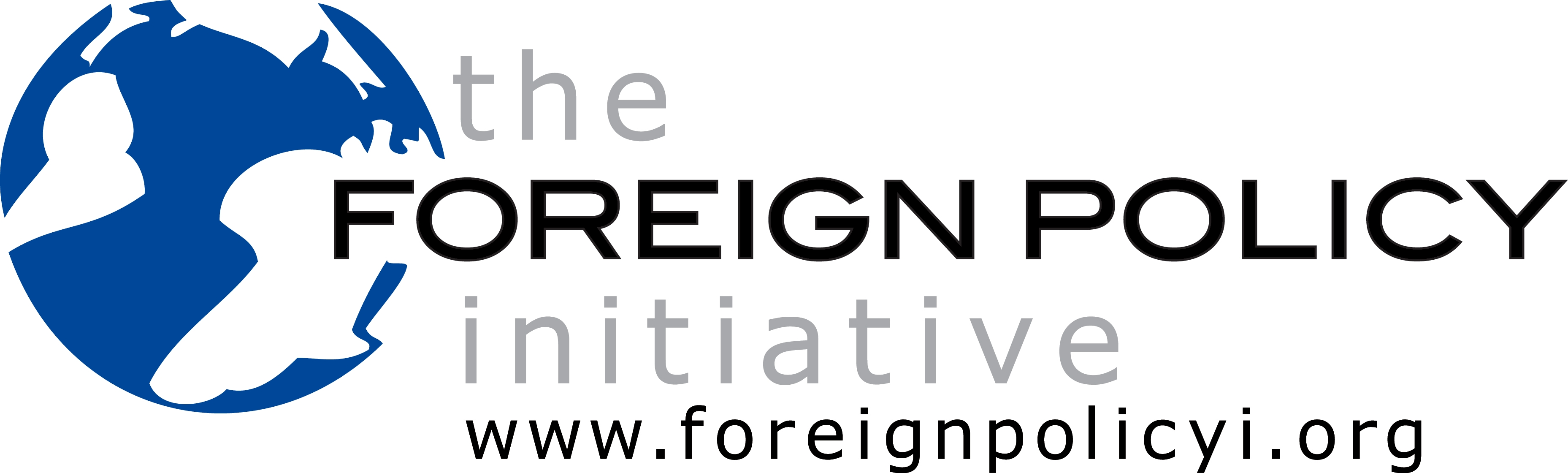
Logo

Die Foreign Policy Initiative (FPI) ist ein neokonservativer Think Tank mit Sitz in Washington, D.C., gegründet 2009 durch
Bill Kristol, Dan Senor und Robert Kagan.

## Aufsichtsrat
- William Kristol, Herausgeber von The Weekly Standard
- Robert Kagan, Senior Fellow der Brookings Institution
- Eric. S. Edelman, früherer Unterstaatssekretär für Verteidigung
- Dan Senor, Berater der Republikaner Mitt Romney und Paul Ryan

## Allgemeines
Die Foreign Policy Initiative veröffentlicht laufend Bulletins zu den verschiedensten außenpolitischen Themen.
Laut eigener Bekundung hat sich die FPI die Abwehr des politischen Isolationismus und die Fortsetzung des diplomatischen, militärischen und wirtschaftlichen Engagements der USA in der Welt sowie robuste Unterstützung demokratischer Alliierter und der Menschenrechte in Unterdrückerregimes ebenso zur Aufgabe gemacht wie die Stärkung sowohl der Streitkräfte der USA für die Herausforderungen des 21. Jahrhunderts als auch der globalen Konkurrenzfähigkeit der US-Wirtschaft in Zeiten weltweiten Umbruchs. Foreign Policy Initiative arbeitet nicht gewinnorientiert und ist steuerbefreit.
FPI ist gegen regelmäßige Kürzungen der Rüstungsausgaben und fordert ein umfassendes Raketenabwehrsystem.

## Geschichte
Die FPI gilt als Nachfolgeorganisation des umstrittenen Project for the New American Century (PNAC) und wurde wie dieses von William Kristol, dem Sohn Irving Kristols gegründet. Jamie Fly diente FPI ab 2009 als Direktor, bis er Berater des Senators von Florida Marco Rubio wurde. Anfang 2013 wurde dafür Chris Griffin, ein früherer Mitarbeiter des Senators von Connecticut Joe Lieberman eingestellt.

## Aktivitäten
FPI hat sich für Truppenverstärkungen in Afghanistan und direkte Militärschläge in Syrien starkgemacht. 2012 hatte Robert Kagan erklärt, dass FPI militärische Aktionen gegen Iran forderte, weil Diplomatie nicht angemessen sei. 2014 empfahl FPI für die Staaten des Arabischen Frühlings demokratische und wirtschaftliche Reformen für langfristigen Erfolg. Griffin bezeichnete Russlands Annexion der Krim als Teil eines Trends, der aus dem Fehlen amerikanischer Führung resultiere und den Druck auf Amerikas internationale Führungsrolle verstärke. Schon am 10. April 2013 hatte er über NBC verkündet, Nordkorea habe die USA gelehrt, dass sie nicht wüssten, wie sie ihre Bürger und ihre Verbündeten vor einem mit Kernwaffen ausgerüsteten „Schurkenstaat“ schützen könnten.

## Weiterführende Literatur
- Donald E. Abelson: Do Think Tanks Matter?: Assessing the Impact of Public Policy Institutes. McGill-Queen's University Press, Montreal, Quebec 2009, ISBN 978-0-7735-3607-4, S. 43.
- As U.S. Shifts Its Focus To Asia, It Must Boost, Not Cut, Defense. In: Investor's Business Daily. 5. Juni 2012.
- Benjamin Bell: Five Questions with Foreign Policy Initiative Co-Founder Dan Senor. In: ABC News. 22. März 2014.
- Eric Edelman, Blaise Misztal, Morton Abramowitz: The U.S. Should Unfollow Turkey. In: The American Interest, 21. März 2014.
- Forbes To Discuss Asia Strategy With Asian Diplomats at Foreign Policy Initiative's Annual Forum. Congressional Documents and Publications. 21. Oktober 2013.
- William Gibson: Marco Rubio beefs up foreign policy staff. In: Sun-Sentinel. (Fort Lauderdale, Florida), 18. Januar 2013.
- Christopher Griffin: The War of Wills Between U.S. and Iran. In: RealClearWorld. 8. Februar 2014.
- Christopher Griffin: Two Votes Over Tokyo. In: The Washington Post. Republished at American Enterprise Institute. 28. Juli 2007.
- Christopher Griffin, Phillip Lohaus: „Joint Strike Fighter: No Longer Just 'Too Big to Kill'“. RealClearDefense. 13. März 2014.
- Robert Kagan: The Ambivalent Superpower. In: POLITICO Magazine. 27. Februar 2014.
- James Kirchick: Europe, Stunned by Reckless Russia, Mistrusts Feckless Ukrainian Leaders. In: The Daily Beast. 24. März 2014.
- Flynt Leverett, Hillary Mann Leverett: Going to Tehran: Why the United States Must Come to Terms with the Islamic Republic of Iran. Macmillan, London 2013, ISBN 978-0-8050-9419-0, S. 296.
- Jennifer Rubin, (). Our next president must be the anti-Obama. In: The Washington Post. 27. Februar 2014.
- Sen. John McCain, R-ARIZ., Participates In A Discussion On The Consequences Of Inaction In Syria. Congressional Quarterly Transcriptions (Washington, D.C.: CQ - Roll Call, Inc). 27. November 2012.
- Robert Zarate, Evan Moore: How To Fix the U.S. Policy Toward Syria. In: U.S. News & World Report. 18. Oktober 2012.